# Аарра
Аарра (греч. Ααρρα) — божество древнеарабского пантеона, бог плодородия и растительности, по некоторым оценкам, также являлся божеством света и солнца, а также богом-покровителем города Босра. Набатеи считали Босру местом пребывания Аарры. Согласно другой гипотезе, Аарра — исконное, возможно запретное, имя бога Душары.
После того как Босра во II веке до нашей эры вошла в состав Набатеи, Аарра был отождествлён с Душарой, став его ипостасью, но при этом, по-видимому, сохранив функции бога-покровителя Босры. В эллинистический период отождествлялся с Дионисом.
Имя «Аарра» является греческим эквивалентом набатейского А‘ра (’ ‘r’), что стало известно благодаря двуязычной надписи, найденной в ходе раскопок возле иорданской деревни Умм-эль-Джималь. Учитывая, что арабский гайн обычно превращается в арамейский ‘айн, появилась гипотеза о происхождении этого имени от арабского корня г-р-й (غري‎) в значении «красить». Таким образом, имя «Аарра» может означать алтарь или идол, окрашенный кровью принесённых ему жертв. По другой гипотезе, это имя происходит от арабского أَغَرُّ‎ (агарру) в значении «блестящий». Немецкий востоковед Энно Литтманн считал наиболее вероятным происхождение от арабского الغَرِيُّ‎ (аль-гарий) в значении «каменный идол».